# Campionat del Món de natació en piscina curta de 2004
El Campionat del Món de natació en piscina curta del 2004 fou una competició esportiva que es realitzà entre els dies 7 i 11 d'octubre del 2004 a la ciutat d'Indianapolis (Estats Units) sota l'organització de la Federació Internacional de Natació (FINA) i en piscina curta (25 metres). La competició se celebrà a les instal·lacions aquàtiques del Conseco Fieldhouse. L'australiana Brooke Hanson es va convertir en la nedadora que més medalles d'or ha guanyat en un sol campionat, amb sis.

## Resum de medalles

### Categoria masculina
| Prova                      | Or                                                                        | Or         | Plata                                                                       | Plata     | Bronze                                                                        | Bronze   |
| 50 m. lliures              | Mark Foster · Regne Unit                                                  | 21,58 s    | Stefan Nystrand · Suècia                                                    | 21,66 s   | Nick Brunelli · Estats Units · Nicholas Santos · Brasil                       | 21,71 s  |
| 100 m. lliures             | Jason Lezak · Estats Units                                                | 47,97      | Salim Iles · Algèria                                                        | 48,07     | Rick Say · Canadà                                                             | 48,38    |
| 200 m. lliures             | Michael Phelps · Estats Units                                             | 1:43,59    | Richard Say · Canadà                                                        | 1:44,39   | Ryan Lochte · Estats Units                                                    | 1:44,97  |
| 400 m. lliures             | Yuri Prilukov · Rússia                                                    | 3:40,79    | Chad Carvin · Estats Units                                                  | 3:43,77   | Junstin Mortimer · Estats Units                                               | 3:44,70  |
| 1500 m. lliures            | Yuri Prilukov · Rússia                                                    | 14:39,16   | Simone Ercoli · Itàlia                                                      | 14:53,89  | Dragoş Coman · Romania                                                        | 14:56,74 |
|                            |                                                                           |            |                                                                             |           |                                                                               |          |
| 50 m. esquena              | Thomas Rupprath · Alemanya                                                | 23,51      | Matthew Welsh · Austràlia                                                   | 23,60     | Peter Marshall · Estats Units                                                 | 23,93    |
| 100 m. esquena             | Aaron Peirsol · Estats Units                                              | 50,72      | Matthew Welsh · Austràlia                                                   | 51,04     | Thomas Rupprath · Alemanya                                                    | 51,20    |
| 200 m. esquena             | Aaron Peirsol · Estats Units                                              | 1:50,52    | Matthew Welsh · Austràlia                                                   | 1:52,54   | Arkadi Viachanin · Rússia                                                     | 1:54,20  |
|                            |                                                                           |            |                                                                             |           |                                                                               |          |
| 50 m. braça                | Brendan Hansen · Estats Units                                             | 26,86      | Brenton Rickard · Austràlia                                                 | 27,09     | Stefan Nystrand · Suècia                                                      | 27,28    |
| 100 m. braça               | Brendan Hansen · Estats Units                                             | 58,45      | Brenton Rickard · Austràlia                                                 | 58,64     | Vladsilav Poliakov · Kazakhstan                                               | 59,07    |
| 200 m. braça               | Brendan Hansen · Estats Units                                             | 2:04,98    | Brenton Rickard · Austràlia                                                 | 2:08,34   | Vladislav Poliakov · Kazakhstan                                               | 2:08,36  |
|                            |                                                                           |            |                                                                             |           |                                                                               |          |
| 50 m. papallona            | Ian Crocker · Estats Units                                                | 22,71 RM   | Mark Foster · Regne Unit                                                    | 23,22     | Duje Draganja · Croàcia                                                       | 23,26    |
| 100 m. papallona           | Ian Crocker · Estats Units                                                | 50,18      | James Hickman · Regne Unit                                                  | 51,13     | Peter Mankoč · Eslovènia                                                      | 51,66    |
| 200 m. papallona           | James Hickman · Regne Unit                                                | 1:53,41    | Ioan Gherghel · Romania                                                     | 1:54,06   | Wu Peng · R.P. de la Xina                                                     | 1:54,51  |
|                            |                                                                           |            |                                                                             |           |                                                                               |          |
| 100 m. estils              | Peter Mankoč · Eslovènia                                                  | 52,66      | Thomas Rupprath · Alemanya                                                  | 53,35     | Tiago Pereira · Brasil                                                        | 53,75    |
| 200 m. estils              | Tiago Pereira · Brasil                                                    | 1:55,78    | Ryan Lochte · Estats Units                                                  | 1:55,86   | Oussama Mellouli · Tunísia                                                    | 1:56,23  |
| 400 m. estils              | Oussama Mellouli · Tunísia                                                | 4:07,02    | Robin Francis · Regne Unit                                                  | 4:08,06   | Eric Shanteau · Estats Units                                                  | 4:08,94  |
|                            |                                                                           |            |                                                                             |           |                                                                               |          |
| relleus 4 x 100 m. lliures | Estats Units Nick Brunelli · Neil Walker · Nate Dusing · Jason Lezak      | 3:09,96    | Brasil César Cielo · Tiago Pereira · Christiano Santos · Nicholas Santos    | > 3:12,73 | Canadà Michael Mintenko · Matthew Rose · Adam Sioui · Richard Say             | 3:13,62  |
| relleus 4 x 200 m. lliures | Estats Units Ryan Lochte · Chad Carvin · Daniel Ketchum · Justin Mortimer | 7:03,71    | Austràlia Nicholas Sprenger · Andrew Mewing · Brendan Hughes · Joshua Krogh | 7:03,78   | Brasil Rodrigo Castro · Tiago Pereira · Rafael Mosca · Lucas Salatta          | 7:06,64  |
| relleus 4 x 100 m. estils  | Estats Units Aaron Peirsol · Brendan Hansen · Ian Crocker · Jason Lezak   | 3:25,09 RM | Austràlia Matthew Welsh · Brenton Rickard · Andrew Richards · Andrew Mewing | 3:29,72   | Rússia Arkadi Viachanin · Andrei Ivanov · Nikolai Skvortsov · Andrei Kapralov | 3:32,11  |

### Categoria femenina
| Prova                      | Or                                                                            | Or         | Plata                                                                                 | Plata   | Bronze                                                                      | Bronze  |
| 50 m. lliures              | Marleen Veldhuis · Països Baixos                                              | 24,41 s    | Lisbeth Lenton · Austràlia                                                            | 24,54 s | Therese Ashammar · Suècia                                                   | 24,63 s |
| 100 m. lliures             | Lisbeth Lenton · Austràlia                                                    | 52,67      | Josefin Lillhage · Suècia                                                             | 53,56   | Marleen Veldhuis · Països Baixos                                            | 53,88   |
| 200 m. lliures             | Josefin Lillhage · Suècia                                                     | 1:56,35    | Lindsay Benko · Estats Units                                                          | 1:56,48 | Dana Vollmer · Estats Units                                                 | 1:58,05 |
| 400 m. lliures             | Kaitlin Sandeno · Estats Units                                                | 4:02,01    | Sara McLarty · Estats Units                                                           | 4:04,49 | Sachiko Yamada · Japó                                                       | 4:04,64 |
| 800 m. lliures             | Sachiko Yamada · Japó                                                         | 8:18,21    | Kate Ziegler · Estats Units                                                           | 8:20,55 | Melissa Gorman · Austràlia                                                  | 8:25,38 |
|                            |                                                                               |            |                                                                                       |         |                                                                             |         |
| 50 m. esquena              | Haley Cope · Estats Units                                                     | 27,49      | Gao Chang · R.P. de la Xina                                                           | 27,55   | Sophie Edington · Austràlia                                                 | 28,17   |
| 100 m. esquena             | Haley Cope · Estats Units                                                     | 59,03      | Gao Chang · R.P. de la Xina                                                           | 59,61   | Sophie Edington · Austràlia                                                 | 59,64   |
| 200 m. esquena             | Margaret Hoelzer · Estats Units                                               | 2:05,84    | Tayliah Zimmer · Austràlia                                                            | 2:08,05 | Melissa Ingram · Nova Zelanda                                               | 2:08,54 |
|                            |                                                                               |            |                                                                                       |         |                                                                             |         |
| 50 m. braça                | Brooke Hanson · Austràlia                                                     | 30,20      | Jade Edmistone · Austràlia                                                            | 30,21   | Tara Kirk · Estats Units                                                    | 30,61   |
| 100 m. braça               | Brooke Hanson · Austràlia                                                     | 1:05,36    | Jade Edmistone · Austràlia                                                            | 1:05,97 | Tara Kirk · Estats Units                                                    | 1:06,33 |
| 200 m. braça               | Brooke Hanson · Austràlia                                                     | 2:21,68    | Amanda Beard · Estats Units                                                           | 2:22,53 | Sarah Katsoulis · Austràlia                                                 | 2:22,97 |
|                            |                                                                               |            |                                                                                       |         |                                                                             |         |
| 50 m. papallona            | Jenny Thompson · Estats Units                                                 | 25,89      | Anna-Karin Kammerling · Suècia                                                        | 26,02   | Lisbeth Lenton · Austràlia                                                  | 26,553  |
| 100 m. papallona           | Martina Moravcová · Eslovàquia                                                | 57,38      | Rachel Komisarz · Estats Units                                                        | 57,85   | Jenny Thompson · Estats Units                                               | 58,13   |
| 200 m. papallona           | Kaitlin Sandeno · Estats Units                                                | 2:06,95    | Mary Descenza · Estats Units                                                          | 2:07,79 | Audrey Lacroix · Canadà                                                     | 2:08,35 |
|                            |                                                                               |            |                                                                                       |         |                                                                             |         |
| 100 m. estils              | Brooke Hanson · Austràlia                                                     | 1:00,01    | Shayne Reese · Austràlia                                                              | 1:00,92 | Martina Moravcová · Eslovàquia                                              | 1:00,95 |
| 200 m. estils              | Brooke Hanson · Austràlia                                                     | 2:09,81    | Lara Carroll · Austràlia                                                              | 2:10,58 | Katie Hoff · Estats Units                                                   | 2:10,61 |
| 400 m. estils              | Kaitlin Sandeno · Estats Units                                                | 4:30,12    | Katie Hoff · Estats Units                                                             | 4:33,09 | Lara Carroll · Austràlia                                                    | 4:35,46 |
|                            |                                                                               |            |                                                                                       |         |                                                                             |         |
| relleus 4 x 100 m. lliures | Estats Units Amanda Weir · Kara Lynn Joyce · Lindsay Benko · Jenny Thompson   | 3:35,07    | Suècia Josefin Lillhage · Anna-Karin Kammerling · Johanna Sjöberg · Therese Alshammar | 3:35,83 | Austràlia Lisbeth Lenton · Louise Tomlinson · Danni Miatke · Shayne Reese   | 3:36,18 |
| relleus 4 x 200 m. lliures | Estats Units Dana Vollmer · Rachel Komisarz · Lindsay Benko · Kaitlin Sandeno | 7:47,72    | Austràlia Lisbeth Lenton · Danni Miatke · Louise Tomlinson · Shayne Reese             | 7:51,39 | Suècia Ida Mattsson · Johanna Sjöberg · Josefin Lillhage · Petra Granlund   | 7:54,39 |
| relleus 4 x 100 m. estils  | Austràlia Sophie Edington · Brooke Hanson · Jessica Schipper · Lisbeth Lenton | 3:54,95 RM | Estats Units Haley Cope · Tara Kirk · Jenny Thompson · Kara Lynn Joyce                | 3:55,68 | Suècia Therese Svendsen · Sara Larsson · Johanna Sjöberg · Josefin Lillhage | 4:01,76 |

## Medaller
| Pos. | País            | Or | Plata | Bronze | Total |
| 1    | Estats Units    | 21 | 10    | 10     | 41    |
| 2    | Austràlia       | 7  | 15    | 8      | 30    |
| 3    | Regne Unit      | 2  | 3     | 0      | 5     |
| 4    | Rússia          | 2  | 0     | 2      | 4     |
| 5    | Suècia          | 1  | 4     | 4      | 9     |
| 6    | Brasil          | 1  | 1     | 3      | 5     |
| 7    | Alemanya        | 1  | 1     | 1      | 3     |
| 8    | Eslovàquia      | 1  | 0     | 1      | 2     |
| 8    | Eslovènia       | 1  | 0     | 1      | 2     |
| 8    | Japó            | 1  | 0     | 1      | 2     |
| 8    | Països Baixos   | 1  | 0     | 1      | 2     |
| 8    | Tunísia         | 1  | 0     | 1      | 2     |
| 9    | R.P. de la Xina | 0  | 2     | 1      | 3     |
| 10   | Canadà          | 0  | 1     | 3      | 4     |
| 11   | Romania         | 0  | 1     | 1      | 2     |
| 12   | Algèria         | 0  | 1     | 0      | 1     |
| 12   | Itàlia          | 0  | 1     | 0      | 1     |
| 13   | Kazakhstan      | 0  | 0     | 2      | 2     |
| 14   | Croàcia         | 0  | 0     | 1      | 1     |
|      | Total           | 40 | 40    | 41     | 121   |